# Взрыв на складе фейерверков в Энсхеде
Взрыв на складе фейерверков в Энсхеде — техногенная катастрофа, произошедшая 13 мая 2000 года в Энсхеде, Нидерланды. На складе, расположенном в жилом районе, произошел взрыв 177 тонн фейерверков, в результате чего погибли 23 человека, в том числе четверо пожарных, и ещё 950 получили ранения. В общей сложности 400 домов были разрушены, а ещё 1500 были повреждены.
Мощность первого взрыва составляла порядка 0,8 тонны в тротиловом эквиваленте (3,3 ГДж), тогда как мощность последнего взрыва составляла примерно 4-5 тонн в тротиловом эквиваленте (17-21 ГДж). Самый сильный взрыв был слышен на расстоянии 30 километров. Для помощи в тушении пожара были вызваны пожарные расчеты из соседних районов, а также из Германии; К концу дня ситуацию удалось взять под контроль.
Компания «S.E. Fireworks», которой принадлежал склад, была основным поставщиком пиротехники для концертов и других крупных праздничных мероприятий в Нидерландах. До катастрофы она имела хорошие показатели во время проверок безопасности.

## Причина

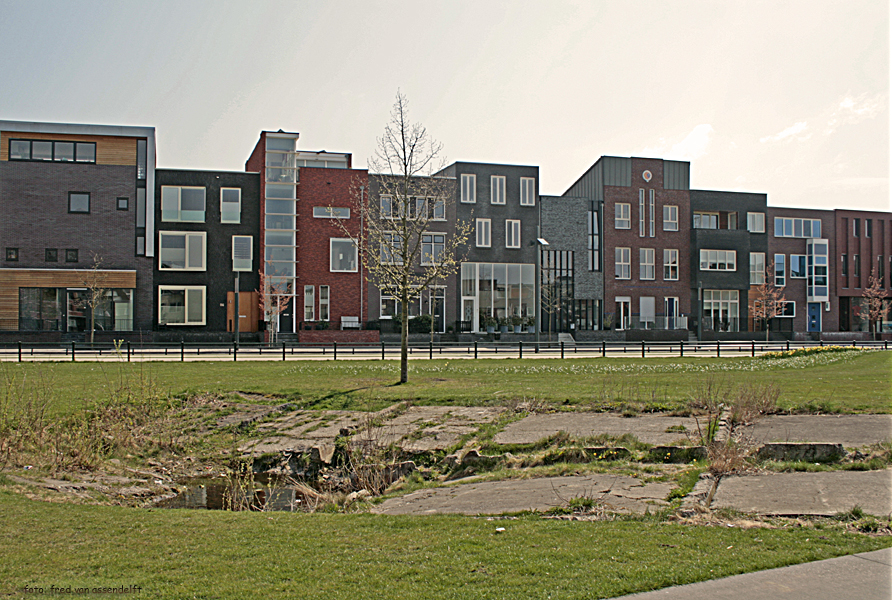
Кратер, образовавшийся в результате взрыва.

Предположительно, пожар, вызвавший взрыв, начался внутри центрального здания склада «S.E. Fireworks», где хранилось около 900 кг фейерверков. Затем он распространился за пределы здания на два транспортных контейнера, которые незаконно использовались для хранения дополнительных зажигательных веществ. В конечном итоге это привело к взрыву 177 тонн фейерверков, который и вызвали основные разрушения.
Одна из теорий, объясняющих масштабы катастрофы, заключалась в том, что внутренние противопожарные двери в центральном здании, которые должны были сдержать распространение огня, остались открытыми. Теоретически взрыв считался маловероятным, поскольку фейерверки хранились в герметичных контейнерах, специально предназначенных для минимизации риска таких ситуаций. Однако незаконное использование транспортных контейнеров снизило безопасность, особенно потому, что они были расположены близко друг к другу и не были разделены земляными валами или другими перегородками.
За неделю до взрыва на предприятии прошла проверка. Было признано, что компания выполнила все официальные правила безопасности, а законно импортированные фейерверки были проверены голландскими властями и признаны пригодными к использованию. Однако после взрыва жители пострадавшего района Ромбек, бедного рабочего района, пожаловались на бездействие правительства, заявив, что катастрофа давно ждала своего часа.
К моменту постройки в 1977 году, склад находился за пределами города, но по мере строительства новых жилых районов он был полностью окружён жилой застройкой, преимущественно состоящей из социального жилья. Местные жители и члены городского совета заявили, что даже не знали, что в их районе находится склад фейерверков. Позже в ходе судебного разбирательства судья заявил, что городские власти не предприняли никаких действий, даже когда знали, что размещения таких предприятий в городе запрещено законом. Они действовали «совершенно непонятно», позволив компании расширяться, опасаясь, что городу придется оплатить расходы по переезду предприятия в другое место.

## Разрушения

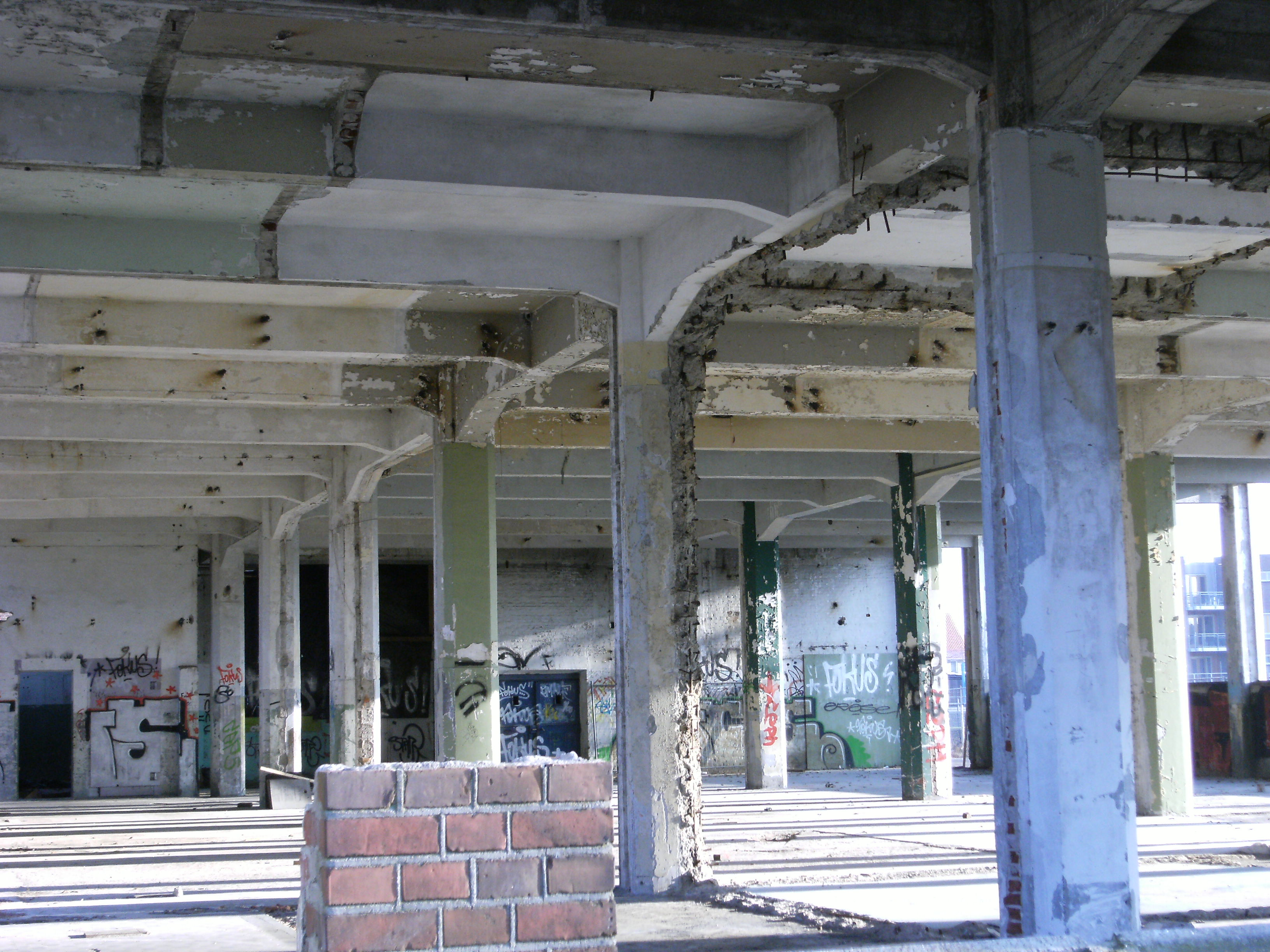
Разрушенный корпус завода в 2008 году.

В результате взрыва была разрушена территория площадью 40 гектаров (0,4 км2) вокруг склада. Эта фабрика фейерверков была единственным предприятием такого рода в Нидерландах, располагавшимся в жилом районе. В результате было разрушено около 400 домов, сожжено 15 улиц и повреждено в общей сложности 1500 домов, в результате чего 1250 человек остались без крова, что фактически уничтожило район Ромбек. Десять тысяч жителей были эвакуированы, а ущерб в конечном итоге приблизился к 1 миллиарду гульденов (454 миллиона евро).
Правительство Нидерландов предупредило, что в результате взрыва в воздух потенциально могла попасть вредная асбестовая пыль из-за того, что огонь распространился на близлежащую пивоварню Grolsch Beer с асбестовой крышей. Впоследствии она была снесена и построена с нуля неподалеку в Букело в 2004 году.

## Вред здоровью
В 2005 году было опубликовано исследование на основе электронных медицинских карт врачей общей практики, в котором сравнивались 9329 пострадавших с контрольной выборкой в 7329 человек в период от 16 месяцев до катастрофы до 2,5 лет после катастрофы.
Исследование показало, что через два с половиной года после стихийного бедствия распространенность психологических проблем у жертв, которым пришлось переехать, увеличилась примерно вдвое, а у непереселенных жертв — на одну треть, по сравнению с контрольной группой. У переселенных жертв наблюдался самый высокий рост необъяснимых с медицинской точки зрения физических симптомов, таких как: утомляемость, головная боль, тошнота, боль в животе и другие желудочно-кишечные заболевания.

## Судебный процесс
20 мая голландские власти выдали международный ордер на арест двух менеджеров компании, Руди Баккера и Вилли Патера, после того, как они покинули свои дома, которые во время обыска оказались пусты. Вилли Патер сдался в тот же день, а Руди Баккер днём позднее.
В апреле 2002 года владельцы склада были приговорены к шести месяцам тюремного заключения каждый за нарушение норм охраны окружающей среды и пожарной безопасности, а также за незаконную работу с фейерверками, а также к штрафу в размере 2250 евро каждый. Однако с них обоих сняли более серьёзные обвинения в халатности при пожаре.
В мае 2003 года Апелляционный суд Арнема оправдал 36-летнего Андре де Фриза по обвинениям в поджоге. Первоначально в мае 2002 г. он был признан виновным в поджоге и приговорён к 15 годам тюремного заключения.
В феврале 2005 года, после четырёх с половиной лет судебных разбирательств, шестимесячный срок каждому из владельцев был увеличен до двенадцати месяцев.
По данным организации, ответственной за распределение компенсаций, UPV, которая рассмотрела 3519 исков, жертвам взрыва было присуждено в общей сложности 8,5 млн евро компенсации. Триста человек получили денежные средства для компенсации дополнительных расходов, 136 человек получили деньги за потерю дохода, 1477 человек получили компенсацию за проблемы со здоровьем.

## Изменения правил пожарной безопасности

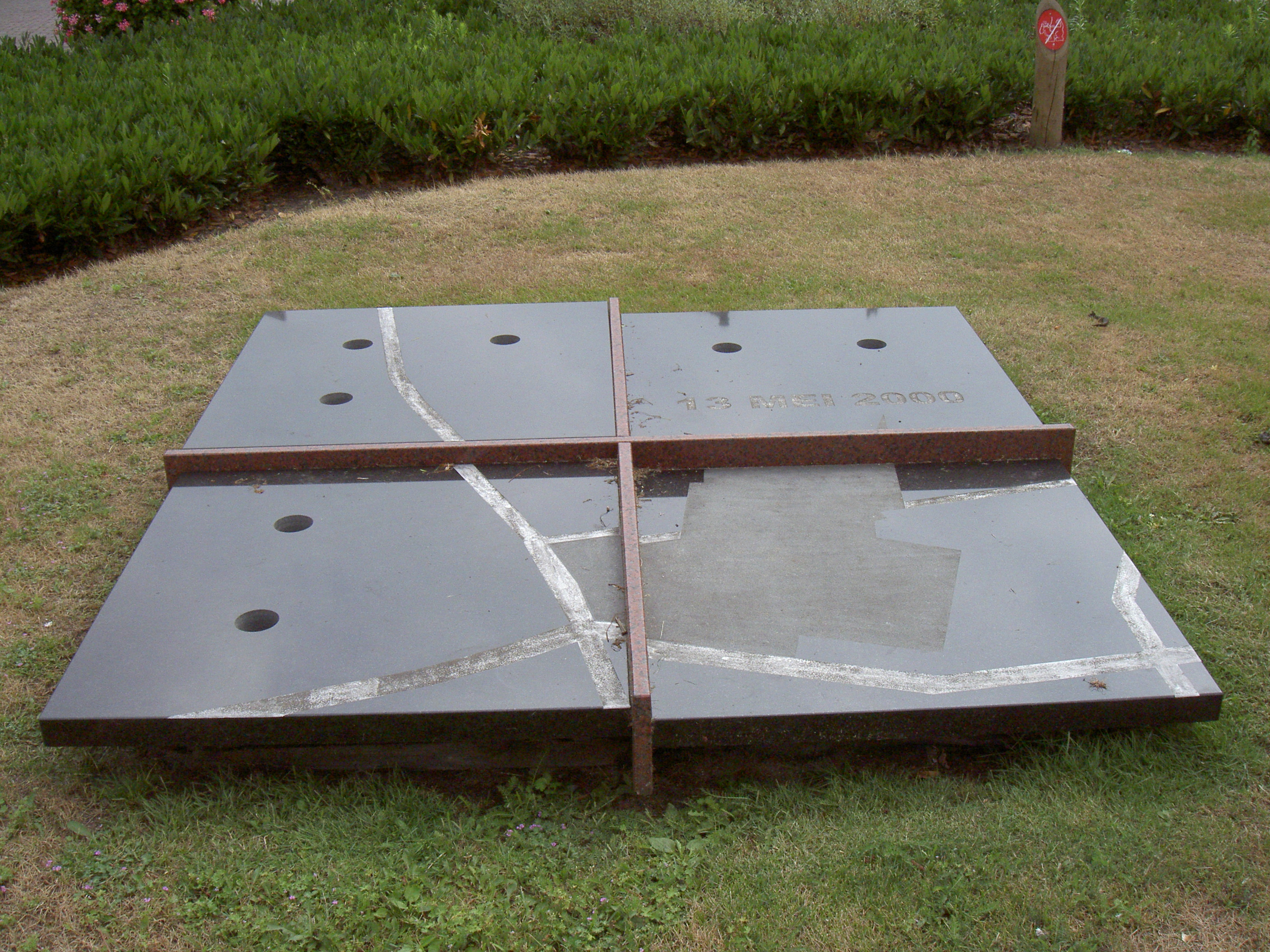
Мемориал жертвам катастрофы, показывающий карту разрушений вокруг складов.

Катастрофа в Энсхеде привела к ужесточению правил безопасности в Нидерландах, касающихся хранения и продажи фейерверков. Район Ромбек, разрушенный взрывом, с тех пор был восстановлен. После катастрофы в Нидерландах были закрыты три незаконных склада фейерверков.

## Память
С 2000 года в Ромбеке ежегодно проводятся публичные поминальные службы под руководством мэра Яна Манса, которые обычно заканчиваются на Стройнксблеквеге. Темой 2004 года было «возвращение домой».

## В популярной культуре
События катастрофы послужили источником вдохновения для миссии «Взрыв на фабрике фейерверков» из игры Emergency 4: Global Fighters for Life.